# Strevi
Strevi (Strev AFI: /stɾɛw/ in piemontese, pronuncia locale AFI: /ʃtɾɛf/) è un comune italiano di 1 950 abitanti della provincia di Alessandria, in Piemonte.

## Geografia fisica
Strevi sorge alla base, ed alla sommità, del contrafforte che borda la piana di sponda sinistra del fiume Bormida, ad una trentina di chilometri dal capoluogo Alessandria ed a sette da Acqui Terme.

Il nucleo principale è costituito dai due borghi, Superiore ed Inferiore, o più semplicemente, come dicono gli Strevesi, di Sopra e di Sotto (Borg ad sura e Borg ad suta).
Gli insediamenti più recenti si sono sviluppati anche a nord e a sud dell'abitato più antico, lungo l'ex Strada Statale 30 che passa proprio in mezzo ai due borghi. Questi insediamenti (uno denominato "il Girasole", l'altro come la zona "delle piscine", per la presenza di una struttura di balneazione aperta al pubblico in estate) sono diventati molto più tranquilli e vivibili per la costruzione di una variante che aggira il paese, diminuendo drasticamente il traffico veicolare.
Strevi è famoso per la produzione di particolari biscotti detti "amaretti".
I pendii soleggiati di Strevi sono noti per la loro produzione viticola, dedicata alla produzione di vini.

## Origini del nome
È probabile che Strevi tragga il nome da Septem viri (un importante collegio sacerdotale romano). La prima citazione di Strevi come Septevro è documentata nell'atto di fondazione dell'abbazia di San Quintino di Spigno Monferrato e risale al 991.

## Storia

### Simboli
Nello stemma del Comune di Strevi, concesso con regio decreto del 5 marzo 1936, sono raffigurate sette coppe coperte d'oro, ordinate 1, 3, 2, 1, la prima affiancata dalla scritta SEPTE BRIVM in caratteri dorati, con riferimento alla leggenda secondo la quale Strevi sarebbe stata fondato da sette fratelli amanti del vino, da cui Septem Ebrii, e il paese di Trisobbio da tre famiglie di uomini sobri.
Il gonfalone, concesso con D.P.R. del 27 settembre 1985, è un drappo di azzurro.

## Monumenti e luoghi di interesse
- La parrocchiale di San Michele Arcangelo risale, nella sua parte più antica, al XV secolo ed è stata radicalmente trasformata nella seconda metà del 1700 in forma barocca dall'architetto Giuseppe Caselli. All'interno, sulle volte si ammirano pregevoli affreschi eseguiti nella seconda metà del 1800 dal pittore Ivaldi da Ponzone mentre nell'abside si conserva una tela della scuola di Guido Reni raffigurante l'Arcangelo Michele. Infine, di notevole importanza è l'organo della parrocchiale che è stato costruito da Giovanni Mentasti tra il 1880 e il 1890
- La villa dei conti Grassi è una delle case più antiche e importanti del borgo inferiore, per la sua datazione si può fare riferimento a un affresco presente al suo interno dove si legge la data 1532
- Nel borgo superiore si conservano alcuni resti della cinta muraria del XV secolo tra cui due torri, un torrione e l'ingresso con archivolto risalente al XVII secolo [7]

## Società

### Evoluzione demografica
Abitanti censiti

Etnie e minoranze
1. Marocco, 168
2. Romania, 61
3. Macedonia del Nord, 16

## Economia
Strevi è una città a forte vocazione agricola e soprattutto vitivinicola: fa parte delle città del vino.
Il prodotto di punta è il vino passito Strevi DOC, ottenuto da uve Moscato bianco.

## Infrastrutture e trasporti
Strevi è collegata ad Alessandria dalla ex statale 30 (l'antica Via Aemilia Scauri), che passa proprio tra i due principali nuclei abitati, anche se è stata costruita una variante che aggira il paese, tagliando fuori anche alcune attività commerciali che vedevano proprio nel transito obbligato all'interno del paese la propria fonte di guadagno. La statale prosegue verso sud in direzione di Acqui Terme prima, e di Savona poi.

La stazione ferroviaria è posta ai margini del Borgo di Sotto, e fa parte della linea a binario singolo che, come la statale, collega Savona ed Alessandria.

## Amministrazione
Di seguito è presentata una tabella relativa alle amministrazioni che si sono succedute in questo comune.
| Periodo        | Periodo        | Primo cittadino           | Partito                        | Carica  | Note  |
| -------------- | -------------- | ------------------------- | ------------------------------ | ------- | ----- |
| 27 giugno 1985 | 19 giugno 1990 | Biagio Sebastiano Benazzo | Partito Socialista Italiano    | Sindaco | [ 9 ] |
| 19 giugno 1990 | 24 aprile 1995 | Biagio Sebastiano Benazzo | Partito Socialista Italiano    | Sindaco | [ 9 ] |
| 24 aprile 1995 | 14 giugno 1999 | Tomaso Ottavio Perazzi    | centro-sinistra                | Sindaco | [ 9 ] |
| 22 giugno 1999 | 14 giugno 2004 | Tomaso Ottavio Perazzi    | lista civica                   | Sindaco | [ 9 ] |
| 14 giugno 2004 | 8 giugno 2009  | Pietro Cossa              | lista civica                   | Sindaco | [ 9 ] |
| 8 giugno 2009  | 26 maggio 2014 | Pietro Cossa              | lista civica: cossa sindaco    | Sindaco | [ 9 ] |
| 26 maggio 2014 | 26 maggio 2019 | Alessio Monti             | lista civica: Strevi nel cuore | Sindaco | [ 9 ] |
| 26 maggio 2019 | 9 giugno 2024  | Alessio Monti             | lista civica: Strevi nel cuore | Sindaco | [ 9 ] |
| 9 giugno 2024  | in carica      | Alessio Monti             | lista civica: Strevi nel cuore | Sindaco | [ 9 ] |

## Galleria d'immagini

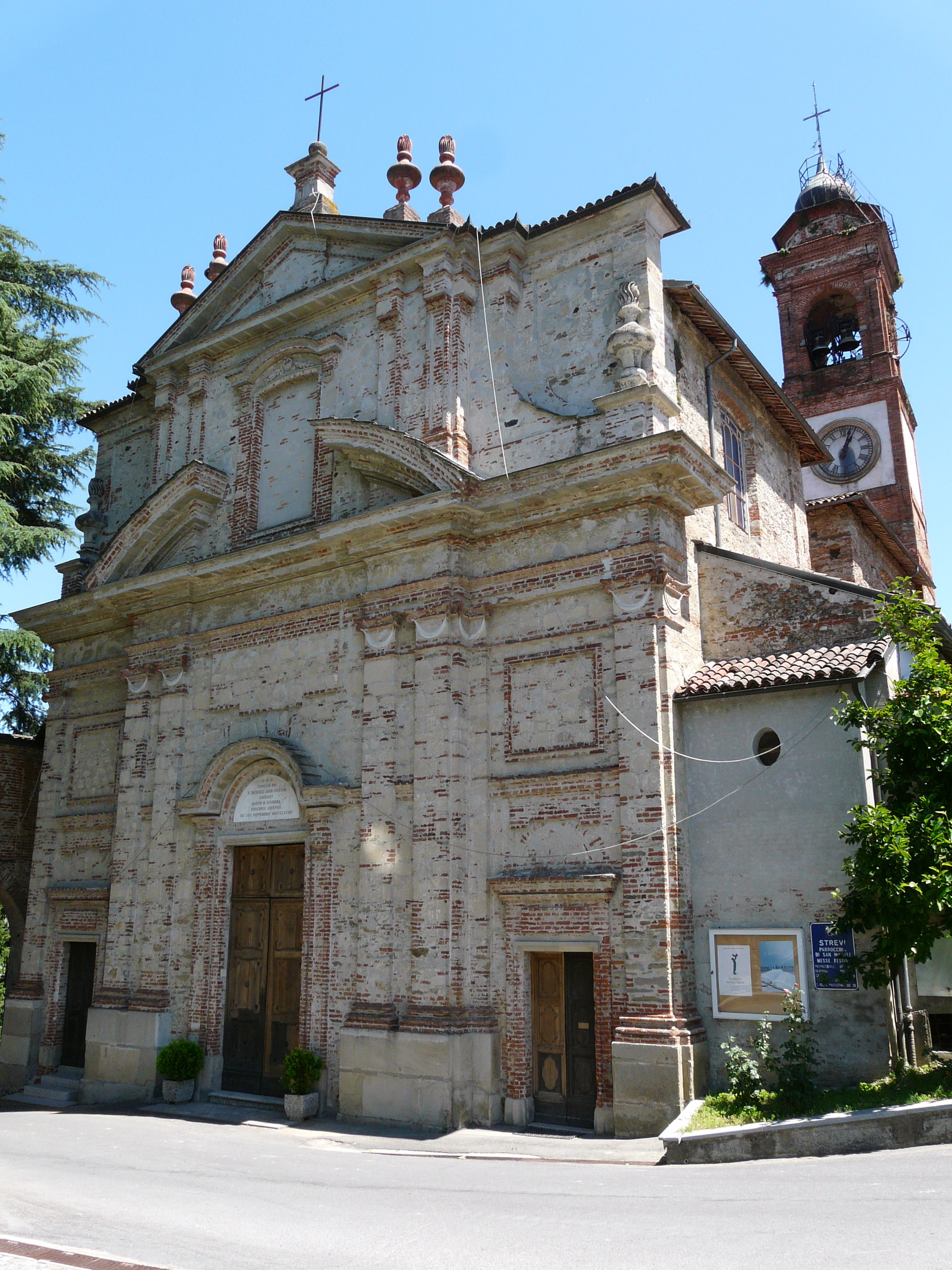
Chiesa di San Michele Arcangelo
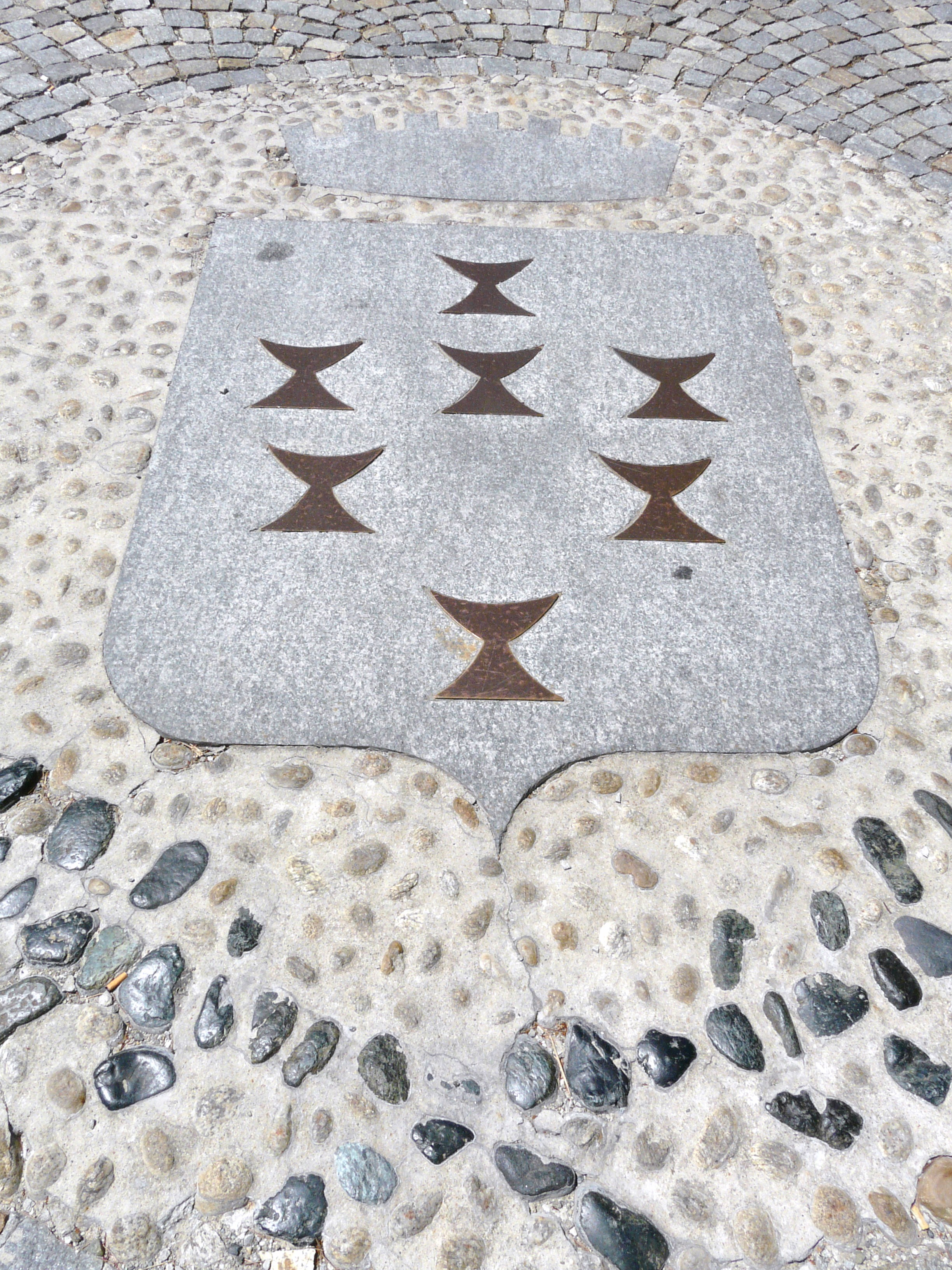
Raffigurazione, su pavimentazione, dello stemma comunale di Strevi
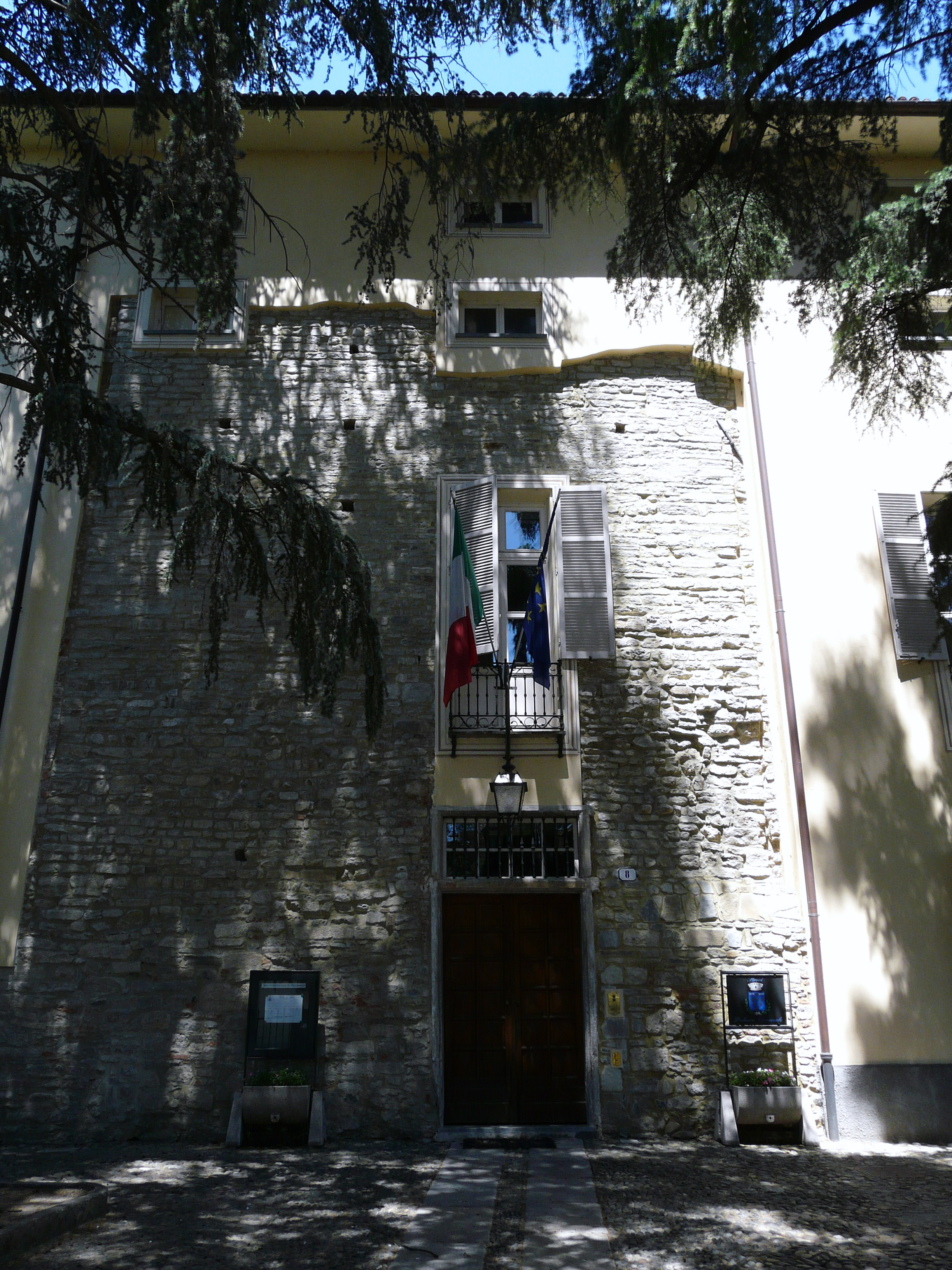
Municipio di Strevi